# Africanella
Africanella là một chi ốc biển, là động vật thân mềm chân bụng sống ở biển trong họ Muricidae, họ ốc gai.

## Các loài
Các loài thuộc chi Africanella bao gồm:
- Africanella coseli (Houart, 1989)[2]
- Africanella isaacsi (Houart, 1984)[3]